# 관산초등학교 영성분교
관산초등학교 영성분교는 대한민국 전라남도 장흥군 관산읍 죽교상하발로 364-34 (죽청리)에 있었던 분교이다.

## 연혁
- 1936년 5월 15일 고읍공립보통학교 부설 영성(永星)간이학교 개교(설립인가 4월 30일)
- 1943년 4월 1일 관산동공립국민학교로 승격
- 1996년 3월 1일 관산동초등학교로 개칭
- 2000년 3월 1일 관산초등학교 영성분교장 격하
- 2008년 3월 1일 폐교